# Dongbei Special Steel
Dongbei Special Steel (Chinees: 东北特钢) is een staalgroep uit het noordoosten van China. Het is een onderdeel van de Shagang Group, een van China's grootste staalgroepen.

## Activiteiten
Dongbei Special Steel is een grote producent van bandstaal, staven en draad in roestvast staal, hogesterktestaal en speciale legeringen in zijn regio. De groep werkt zowel met hoogovens als vlamboogovens. De staalproducten worden onder meer toegepast in de auto-industrie, de spoorwegen, de energiesector en de bouw. Het is ook een belangrijke leverancier van China's militaire en ruimtevaartindustrie. Daarnaast worden de producten ook wereldwijd geëxporteerd.

### Fabrieken
| fabriek              | plaats  | startjaar | ruwstaalcapaciteit |
| -------------------- | ------- | --------- | ------------------ |
| Dalian Special Steel | Dalian  | 1905      | 1,54 mt/jaar       |
| Fushun Special Steel | Fushun  | 1937      | 1 mt/jaar          |
| Beiman Special Steel | Qiqihar | 1952      |                    |

## Geschiedenis

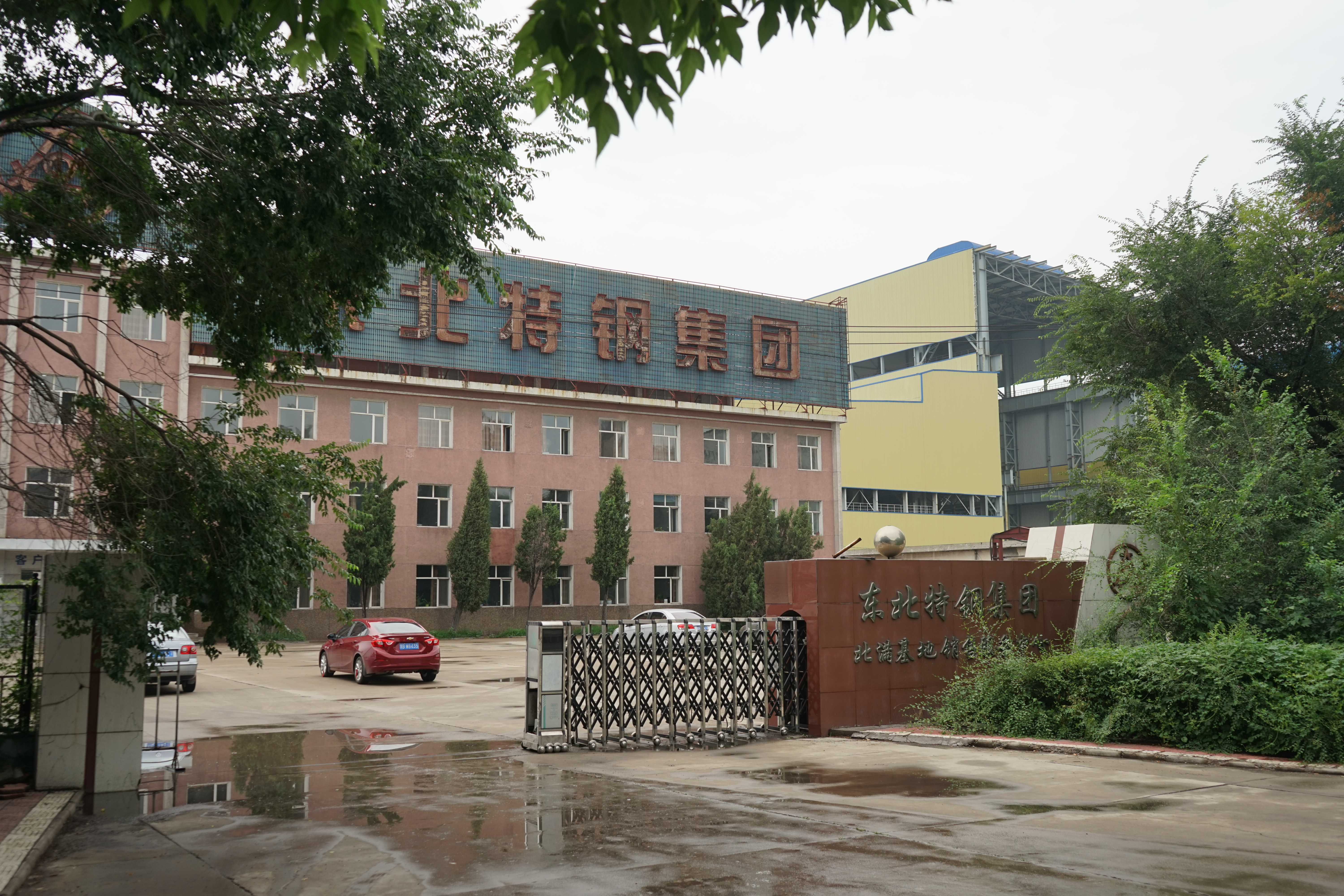
Kantoren van Beiman Special Steel in 2017

In 2003 droeg de stad Dalian Dalian Special Steel over aan de provincie Liaoning. Het staalbedrijf werd hervormd tot de groep Liaoning Special Steel. Ook Fushun Special Steel werd hierin ondergebracht. Het jaar nadien bracht de provincie Heilongjiang ook Beiman Special Steel in, waarop Northeast Special Steel werd gevormd. Het noordoosten van China, de regio waarin beide provincies liggen, wordt in China Dongbei genoemd.
In 2016 ging Dongbei Special Steel na jarenlang verlieslatend te zijn geweest failliet. Zijn voorzitter Yang Hua stapte enkele dagen voordien uit het leven. In 2017 nam de Shagang Group een belang van 43 procent en nam het bedrijf onder zijn vleugels. Ook de Benxi Steel Group nam toen een minderheidsbelang in de groep.